# Swansea City Association Football Club
El Swansea City Association Football Club (en gal·lès *Clwb Pêl-droed Dinas Abertawe) és un club de futbol de Gal·les a la ciutat de Swansea. Va ser fundat el 1912 i juga en la Premier League d'Anglaterra.
Fundat el 1912 com Swansea Town AFC va adoptar el 1969, després d'obtenir Swansea l'estatus de ciutat, la seva actual denominació. Es va unir a la Football League el 1921 i és membre des de llavors. Entre 1981 i 1983 va jugar en la First Division, màxima categoria del futbol anglès, finalitzant sisè en la seva primera temporada. La temporada 2010/11 va aconseguir l'ascens a la Premier League, sent el primer club de Gal·les que disputarà aquesta competició des de la seva fundació el 1992.
El Swansea City és un dels 6 equips gal·lesos que participen en la lliga anglesa. Fins a l'any 1992 l'Associació de Futbol de Gal·les no organitzava cap torneig de lliga, amb l'engegada de la Welsh Premier League el Swansea va rebutjar la invitació per participar en ella. El 1996 va deixar de participar en la Welsh Cup.
La temporada 2012/13 va aconseguir la seva gran campanya amb Michael Laudrup com a director tècnic, aconseguint conquistar la Copa de la Lliga d'Anglaterra en vèncer en la final 5-0 al Bradford City, que militava en la Football League Two, quarta divisió d'Anglaterra. Això va representar el primer títol del Swansea i el segon d'un club gal·lès en competicions angleses, ja que el Cardiff City havia guanyat la FA Cup el 1927. A més, gràcies a aquest assoliment, el Swansea va aconseguir classificar per primera vegada en la seva història a una competició internacional, la UEFA Europa League 2013/14, competència en la qual va debutar triomfant i eliminant primer al Malmö de Suècia i després al Petrolul romanès en fases prèvies, per arribar a fase de grups i debutar davant el València CF, en Mestalla, golejant-los a domicili per 0-3, amb gols de Wilfried Bony, Michu i Jonathan de Guzmán.

## Història

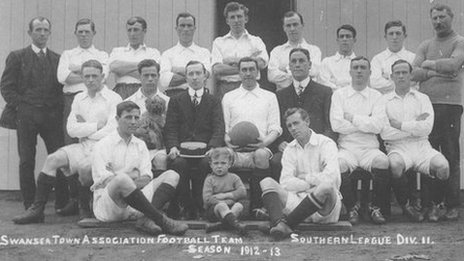
El Swansea City Association Footbal Club en la temporada 1912-1913.

En l'estiu de 1912 es funda en Swansea el Swansea Town Association Football Club. L'àrea de Swansea ja havia tingut altres equips, com el Swansea Vila, però havien fracassat perquè era una zona amb una gran tradició pel rugbi més que el futbol. Igual que molts altres clubs de Gal·les es van unir a la Southern Football League. Es va llogar un camp per jugar al futbol, el Vetch Field. El 7 de setembre de 1912 es disputa el primer partit professional contra el Cardiff City amb el resultat d'empat a un. Aquesta temporada el Swansea es va fer amb la Welsh Cup. La temporada 1914/15 el Blackburn Rovers, campió d'Anglaterra, va visitar el Vetch Field per a un partit de la FA Cup. El Swansea va batre als anglesos per 1-0 amb un gol de Ben Beynon. En la següent ronda va ser eliminat pel Newcastle United després d'un replay.
Després de la I Guerra Mundial molts clubs van abandonar la Southern FL i el Swansea va aconseguir l'ascens a la First Division. Després de quatre temporades el Swansea es va convertir en un dels fundadors de la Football League Third Division el 1920.
Després de diverses temporades en el grup sud de la Third Division el Swansea va aconseguir l'ascens a la Football League Second Division el 1925. La següent temporada el Swansea Town va aconseguir arribar a les semifinals de la FA Cup després d'eliminar entre altres al Stoke City o a l'Arsenal FC per caure contra el Bolton Wanderers en White Hart Lane.
En reprendre's de nou les competicions després de la II Guerra Mundial el Swansea perd la categoria i cau de nou a la Third Division. Tornen en la temporada 1948/49 com a campions del grup sud. Després de l'ascens el Swansea va romandre 15 anys seguits en el segon graó del futbol anglès. El 1964 el club aconsegueix de nou les semifinals de la FA Cup, eliminant al Liverpool FC en Anfield i sent eliminat pel Preston North End en semifinals en un partit disputat en el Vila Park. La temporada 1964/65 el Swansea descendeix a Third Division i dues temporades després descendeix una altra vegada, a Fourth Division. El 1969 el club canvia el seu nom a Swansea City Football Club i en la temporada 1969/70 ascendeix a Third Division. Després de tres males temporades, el 1973 torna a Fourth Division i en 1974 va estar a punt de perdre el seu estatus en la Football League. La temporada 1977/78, després d'una mala arrencada de temporada, Harry Griffiths renuncia com a tècnic i aterra en el club John Toshack. Toshack, amb només 28 anys, es converteix en l'entrenador més jove en la història de la Football League.
Amb John Toshack en la banqueta el Swansea torna a Third Division el 1978 i ascendeix el 1979 a Second Division. Després d'una temporada de consolidació en la categoria el Swansea City va lluitar en la temporada 1980/81 per l'ascens a la Football League First Division. El 2 de maig de 1981 viatja a Preston, una victòria donava al club el seu primer ascens a l'elit del futbol anglès. L'1-3 contra el Preston North End va assegurar l'històric ascens. Suposava el tercer ascens en quatre anys d'un club que havia passat de lluitar per evitar el descens de la Football League a alternar-se amb els millors equips del país.
El primer partit del Swansea City en First Division va ser contra el Leeds United FC que va finalitzar amb una victòria gal·lesa per 5-1, amb hat-trick de Bob Latchford. Amb victòries sobre l'Arsenal FC, Manchester United FC o Liverpool FC els *swans van arribar a liderar la taula en diverses ocasions. No obstant això, una sèrie de lesions dels seus jugadors més importants van suposar que l'equip aconseguís "només" la sisena plaça. La temporada següent, una crisi econòmica i el no saber moure's al mercat de fitxatges van portar al club de nou a Second Division. Darrere l'altre descens el 1984 Toshack va ser acomiadat. L'any 1985 el club va estar a la vora de la desaparició, de la qual es va salvar gràcies a l'empresari local Doug Sharpe. El 1986 el Swansea queia a Fourth Division.
Els anys següents el club va recuperar a poc a poc el terreny perdut en l'esportiu. Tornant l'any 1988 a la Third Division (que el 1992 va passar a denominar-se Second Division). El 2001 el club cau al quart graó del futbol anglès i tornen els problemes. El 2003 el club va estar a prop de perdre el seu estatus en la Football League, salvant-se amb un 21è lloc en lliga. El 2005 ascendeix a la Football League One i s'inaugura el nou estadi del club, el Liberty Stadium. El 2008 ascendeix a la Football League Championship. La temporada 2010/11 el Swansea City participa en el seu primer play-off d'ascens a la Premier League. En semifinals elimina al Nottingham Forest i en la final, contra el Reading FC a Wembley, aconsegueix l'ascens a la Premier després d'una gran victòria per 4-2.
La temporada 2011/12 el Swansea es va convertir en el primer equip gal·lès a jugar en la Premier League. El seu primer partit va ser contra el Manchester City FC en l'Etihad Stadium, que va guanyar al Swansea per 4-0. Després d'aquest partit el Swansea no va passar cap jornada en els llocs de descens. Durant la temporada, Swansea va guanyar a l'Arsenal per 3-2 el 15 de gener de 2012, i al Manchester City per 1-0 l'11 de març de 2012, resultat significatiu perquè el Manchester City va perdre la seva posició com a líder de la Premier League per primera vegada aquesta temporada.
El Swansea City fa història en la temporada 2012/13 en conquistar la Copa de la Lliga d'Anglaterra. Aquest títol, primer de gran categoria per al club també va ser el primer campionat per a un equip gal·lès en aquesta copa, ja que el Cardiff City havia aconseguit la gesta però en la FA Cup. Va vèncer en la final al conjunt de quarta divisió Bradford City amb un contundent 5-0 demostrant la diferència en categoria i deixant en rondes anteriors a equips com el Chelsea FC i el Liverpool. Així el Swansea City va aconseguir la seva primera participació en copes europees classificant-se a la tercera ronda de l'Europa League 2013-14. Malauradament, en la temporada 2017-18 varen descendir de categoria a la Football League Championship.

## Presidència
| Càrrec              | Nom                                                                         |
| President           | Huw Jenkins                                                                 |
| Vicepresident       | Leigh Dineen                                                                |
| Directors           | David Morgan Brian Katzen Gwilym Joseph Martin Morgan Huw Cooze Steve Penny |
| Directors associats | John van Zweden Will Morris                                                 |

## Escut
El primer escut que va aparèixer en les samarretes va ser l'escut d'armes de la ciutat de Swansea l'any 1922 envoltat pel nom de l'equip, Swansea *Town A.F.C..
L'any 1970, amb el canvi de nom de l'equip a Swansea City F.C., va desaparèixer l'escut d'armes i va ser reemplaçat per un simple cigne negre que es va mantenir fins a 1973 quan es va canviar pel Drac gal·lès. El 1975 apareix un nou escut, consistent en un cigne negre envoltat per un cercle i amb el nom de l'equip.
El 1984 s'adopta un nou escut, amb el castell que apareix en l'escut d'armes de Swansea i sobre aquest un cigne amb les ales obertes. El 1992 s'introdueixen alguns canvis. El cigne passa a ser blanc i el fons de color blau i negre. El 1995 les ales del cigne passen a ser negres.
El 1998 apareix l'escut actual, un elegant disseny abstracte que representa un cigne i el nom de l'equip (ara Swansea City AFC.) sota ell.

## Uniforme
- Uniforme titular: Samarreta blanca, pantalons blancs, mitges blanques.
- Uniforme alternatiu: Samarreta negra, pantalons negres, mitges negres.

### Evolució de l'uniforme
- Aquesta és l'evolució de l'uniforme del Swansea City des de la seva fundació fins a l'actualitat.[1]

## Estadi

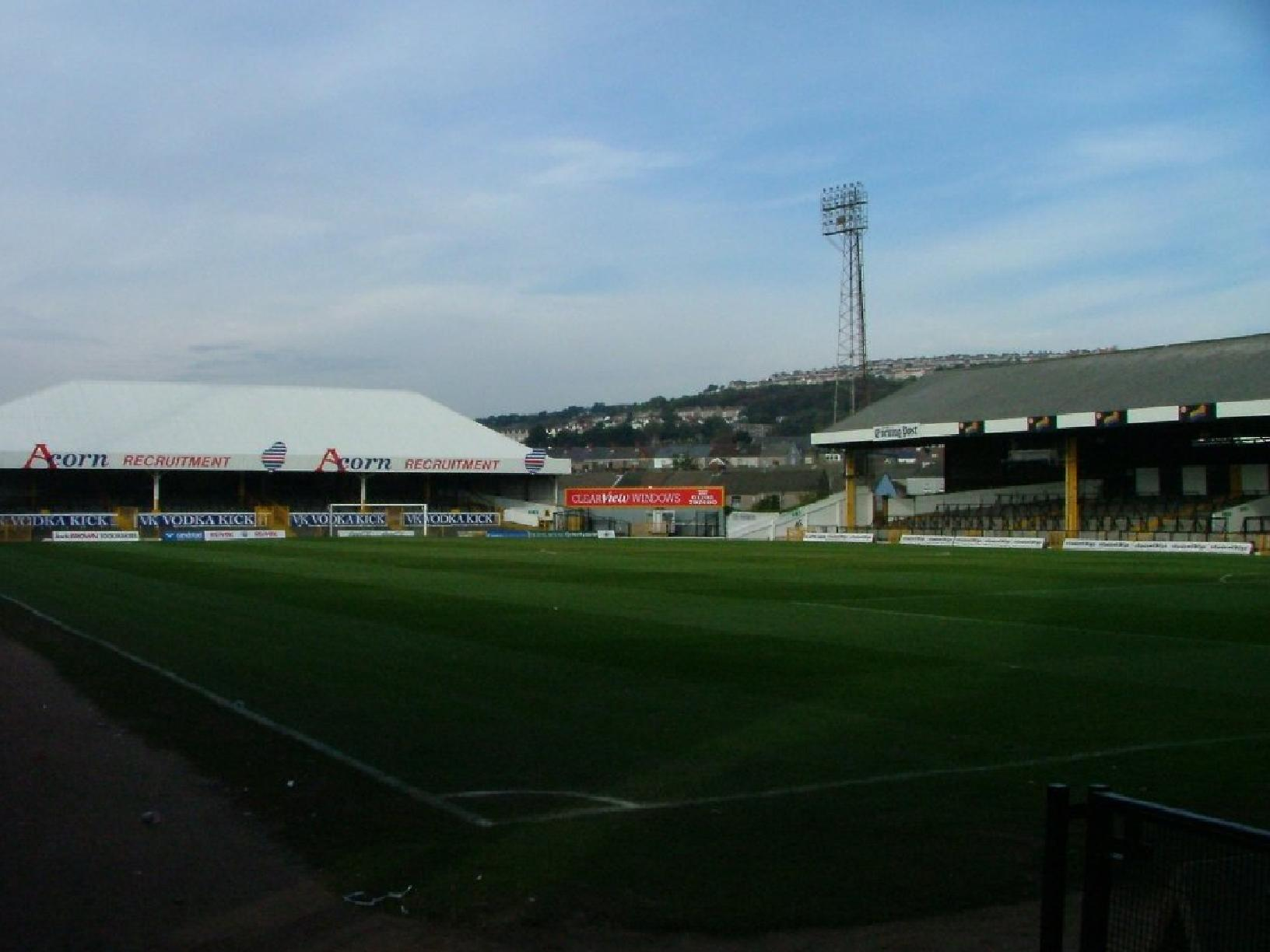
El Swansea va jugar en Vetch Field durant 93 anys.

El Swansea City va jugar des de la seva fundació fins a 2005 en el Vetch Field. El camp, que en la seva última temporada tenia una capacitat per 11 475 espectadors, estava situat en Glamorgan Street.
El 10 de juliol de 2005 es va inaugurar el Liberty Stadium, un nou estadi amb capacitat per 20 532 espectadors. Al principi el nom de l'estadi va ser White Rock Stadium, però a l'octubre de 2005 el Swansea va vendre el nom de l'estadi a l'empresa Liberty Properties Plc. El primer partit, amistós, es va jugar el 23 de juliol de 2005 contra el Fulham FC amb un resultat d'un empat a un.
L'estadi és també la llar de l'Ospreys Rugby. El primer ple en l'estadi es va produir en un partit entre l'Ospreys i Austràlia. També ha acollit dos partits de la Selecció de futbol de Gal·les, contra la Selecció de futbol de Geòrgia i la Selecció de futbol de Suècia.

## Rivalitats
El principal rival del Swansea City és el Cardiff City. Tots dos s'enfronten en el Derby del Sud de Gal·les. El primer partit oficial entre tots dos es va jugar el 1912 amb el resultat d'empat a un en Swansea. La rivalitat es va acréixer amb el pas dels anys, ja que no només es veien les cares en lliga sinó també en les competicions de Gal·les.
El Swansea City també manté una gran rivalitat amb els dos equips de Bristol, el Bristol City i el Bristol Rovers.

## Dades del club

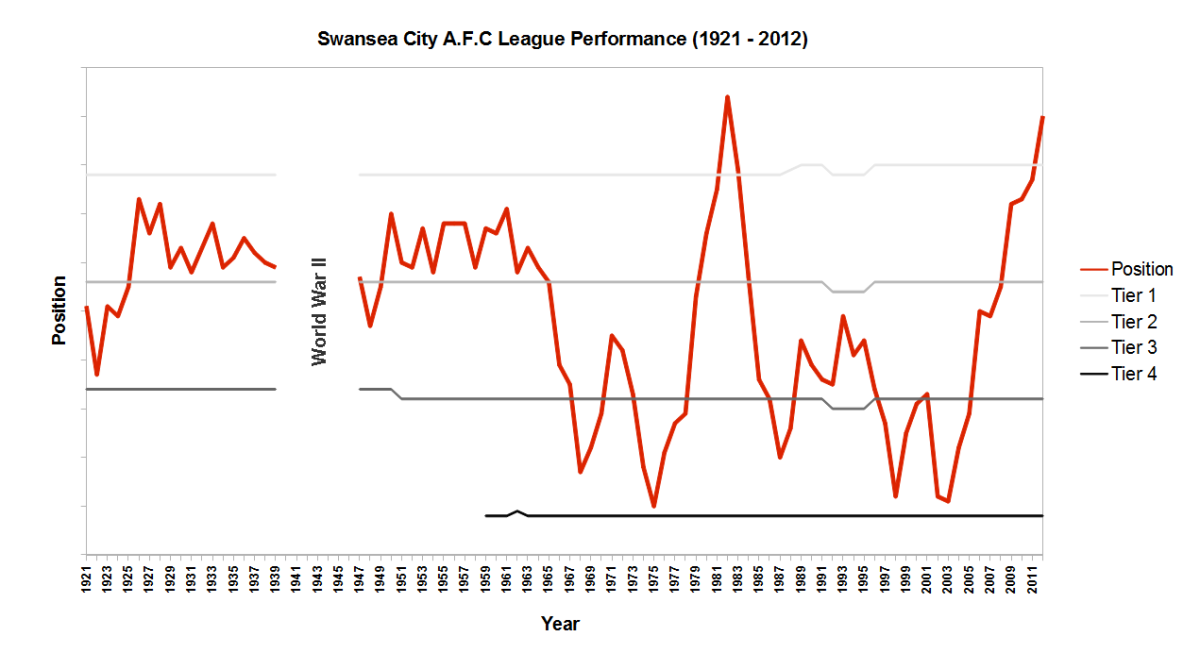
Evolució històrica del Swansea.

- Temporades en First Division (fins a 1992). Amb la seva fundació el 1992, la Premier League es va convertir en la màxima categoria del futbol a Anglaterra; la First i la Second Division es van convertir en el segon i tercer nivell, respectivament. La First Division va passar el 2004 a cridar-se Football League Championship i la Second Division Football League One. i Premier League: 3 (Incloent la 2013/14).
- Temporades en Second Division (fins a 1992), First Division (fins a 2004) i Championship: 36.
- Temporades en Third Divisió (fins a 1992), Second Division (fins a 2004) i League One: 25.
- Temporades en Fourth Division (fins a 1992), Third Division (fins a 2004) i League Two: 18.
- Major golejada aconseguida:
  - En campionats nacionals: Swansea City 8 - Hartlepool United 0 (Temporada 1977/78).
  - En tornejos internacionals: Swansea City 12 - Sliema Wanderers 0 (Recopa d'Europa 1982/83).
- Major golejada encaixada:
  - En campionats nacionals: Liverpool FC 8 - Swansea City 0 (FA Cup 1989/90).
  - En tornejos internacionals: AS Monaco 8 - Swansea City 0 (Recopa d'Europa 1991/92).
- Millor lloc en la lliga: 6è en la temporada 1981/82.
- Pitjor lloc en la lliga: 21è en la temporada 1982/83.
- Major quantitat de punts aconseguits: 92 en la temporada 2007/08.
- Jugador amb més partits disputats: Roger Freestone, 699 (1989-2004).
- Jugador amb més gols marcats Ivor Allchurch, 146 (1950–1958; 1965–1968).
- Major afluència de públic: 32 786 persones el 17 de febrer de 1968 contra l'Arsenal FC, 5a ronda de la FA Cup.

## Altres seccions i filials

### Swansea City Reserves
El Swansea City Association Football Club Reserves és l'equip filial del Swansea City. Va ser fundat el 1913 i des de 2003 juga en la Wales & West Division, corresponent al segon nivell de la competició de filials anglesa. En els seus orígens el club jugava en la Welsh Football League, competició antecessora de la Welsh Premier League.

### Swansea City Ladies
El Swansea City Ladies Football Club és l'equip femení del Swansea City. Va ser fundat l'any 2002 i milita en la Welsh Premier League (màxim nivell del futbol femení gal·lès). Ha aconseguit dos títols de lliga (2010 i 2011) i un de copa (2011).

## Palmarès

### Tornejos nacionals
- Copa de la Lliga d'Anglaterra (1): 2012-13.
- Football League Third Division (fins a 1992), Football League Second Division (fins a 2004) i Football League One (3): 1924-25, 1948-49 i 2007-08.
- Football League Fourth Division (fins a 1992), Football League Third Division (fins a 2004) i Football League Two (1): 1999-2000.
- Football League Trophy (2): 1994 i 2006.
- Welsh Cup (10): 1913, 1932, 1950, 1961, 1966, 1981, 1982, 1983, 1989 i 1991.
- FAW Premier Cup (2): 2005, 2006.

## Jugadors històrics destacats
| - Adebayo Akinfenwa - Ivor Allchurch - Len Allchurch - Julian Alsop - Kwame Ampadu - Richard Appleby - Kevin Austin - Danny Bartley - Tony Bird - Phil Boersma - Jason Bowen - Matthew Bound - Walter Boyd - Ron Burgess - Ian Callaghan - Jeremy Charles - Mel Charles - Lee Chapman - Giorgio Chinaglia - Chris Coleman - Terry Connor - John Cornforth |  | - Russell Coughlin - Tommy Craig - Alan Curtis - Simon Davey - Alan Davies - Dai Davies - Richard Duffy - Christian Edwards - Wyndham Evans - Nicolas Fabiano - Rory Fallon - Adrian Forbes - Trevor Ford - Roger Freestone - Frank Lampard - Gerry Francis - Darren Gale - Jimmy Gilligan - Harry Griffiths - Jeff Griffiths - Gwyn Groves - Willy Gueret |  | - Tony Guard - Dave Gwyther - Džemal Hadžiabdić - Jack Haines - Dixie Hale - Mark Harris - Len Hill - John Hodge - Emlyn Hughes - Tommy Hutchison - Colin Irwin - Leighton James - Robbie James - Cliff Jones - Ray Kennedy - Bob Latchford - Andy Legg - Dudley Lewis - Des Lyttle - John Mahoney - Terry Medwin - Andy Melville |  | - Kenny Morgans - Mel Nurse - Roy Paul - Terry Phelan - Ante Rajkovic - Sam Ricketts - Jimmy Rimmer - Andy Robinson - Dean Saunders - John Salako - Giovanni Savarese - Tommy Smith - Gary Stanley - Nigel Stevenson - David Stewart - James Thomas - Steve Thornber - John Toshack - Lee Trundle - Nathan Tyson - Alan Waddle - Keith Walker - Ian Walsh |

## Entrenadors
| Nom              | Inici                  | Finalitza     | Total Partits       | Guanya | Perd | Empata |
| ---------------- | ---------------------- | ------------- | ------------------- | ------ | ---- | ------ |
| Walter Whittaker | Juliol-1912            | Maig-1914     |                     |        |      |        |
| William Bartlett | Maig 1914              | Abril 1915    |                     |        |      |        |
| No Manager       | Abril 1915             | Juny 1919     |                     |        |      |        |
| Joe Bradshaw     | Juny 1919              | Agost 1926    |                     |        |      |        |
| No manager       | Agost 1926             | Juliol 1927   |                     |        |      |        |
| James Thomson    | Abril 1927             | Agost 1931    |                     |        |      |        |
| No manager       | Agost 1931             | Juliol 1934   |                     |        |      |        |
| Neil Harris      | Juliol 1934            | Juny 1939     |                     |        |      |        |
| Haydn Green      | Juny 1939              | Setembre 1947 |                     |        |      |        |
| Billy McCandless | Setembre 1947          | Juliol 1955   |                     |        |      |        |
| Ron Burgess      | Juliol 1955            | Agost 1958    |                     |        |      |        |
| Trevor Morris    | Agost 1958             | Maig 1965     |                     |        |      |        |
| Glyn Davies      | Juny 1965              | Octubre 1966  |                     |        |      |        |
| Billy Lucas      | Febrer 1967            | Abril 1969    |                     |        |      |        |
| Roy Bentley      | Agost 1969             | Octubre 1972  |                     |        |      |        |
| Harry Gregg      | Novembre 1972          | Febrer 1975   |                     |        |      |        |
| Harry Griffiths  | Febrer 1975            | Febrer 1978   |                     |        |      |        |
| John Toshack     | Març 1978              | Octubre 1983  |                     |        |      |        |
| Doug Livermore   | Octubre 1983           | Desembre 1983 |                     |        |      |        |
| John Toshack     | Desembre 1983          | Març 1984     |                     |        |      |        |
| Les Chappell     | Març 1984              | Maig 1984     |                     |        |      |        |
| Colin Appleton   | Maig 1984              | Desembre 1984 |                     |        |      |        |
| John Bond        | Desembre 1984          | Desembre 1985 |                     |        |      |        |
| Tommy Hutchison  | Desembre 1985          | Juny 1986     |                     |        |      |        |
| Terry Yorath     | Juliol 1986            | Febrer 1989   |                     |        |      |        |
| Ian Evans        | Març 1989              | Març 1990     |                     |        |      |        |
| Terry Yorath     | Març 1990              | Març 1991     |                     |        |      |        |
| Frank Burrows    | Març 1991              | Octubre 1995  |                     |        |      |        |
| Bobby Smith      | Octubre 1995           | Desembre 1995 |                     |        |      |        |
| Jimmy Rimmer     | Desembre 1995          | Febrer 1996   |                     |        |      |        |
| Kevin Cullis     | Febrer 1996 (6 dies)   | Febrer 1996   |                     |        |      |        |
| Jimmy Rimmer     | Febrer 1996            | Febrer 1996   |                     |        |      |        |
| Jan Mølby        | Febrer 1996            | Octubre 1997  |                     |        |      |        |
| Micky Adams      | Octubre 1997 (15 dies) | Octubre 1997  |                     |        |      |        |
| Alan Cork        | Octubre 1997           | Juny 1998     |                     |        |      |        |
| John Hollins     | Juliol 1998            | Setembre 2001 |                     |        |      |        |
| Colin Addison    | Octubre 2001           | Març 2002     |                     |        |      |        |
| Nick Cusack      | Març 2002              | Setembre 2002 | 17                  | 2      | 10   | 5      |
| Brian Flynn      | Setembre 2002          | Març 2004     | 77                  | 25     | 29   | 23     |
| Kenny Jackett    | Abril 2004             | Febrer 2007   | 163                 | 75     | 48   | 48     |
| Robert Martínez  | Febrer 2007            | Present       | 54 (as of 29/03/08) | 38     | 11   | 15     |